# The Кукушка
«Зозуля» (варіанти назви: Зозуля кувала[джерело?]) — пісня з репертуару української співачки Злати Огневич.

## Слова пісні «Зозуля»
Я чула спів у лісах — зозуля кувала

До рання

В своїх снах, спогадах, у думках заблукала

Наче то була я

Тебе

Я бачила

Мене

Ти, ой, не спіймав

До неба

Летіла… летіла

Ой, чому я, чому ти, чом ми досі не разом

Але я

Тебе шукаю, себе лаю, та знову тікаю

То є пісня моя, то є я!

Тебе

Я бачила

Мене

Ти, ой, не спіймав

До неба

Летіла… летіла

Моя доля як поле

Де вирують вітри

Я навіки твоя, То до мене лети, Доки не вгасли вогні

Тебе

Я бачила

Мене

Ти, ой, не спіймав

До неба

Летіла… летіла

## Опис
При створенні музичного супроводу пісні використовувались незвичайні інструменти та предмети. Так для створення барабанної партії треку крім стандартних звуків було використано дві пластикові пляшки, тюбик з-під клею, дві монетки: 50 копійок і 1 євро, бляшанка з цвяхами і в'язка ключів. Також були використані етнічні аудіоматеріали з етно-експедицій Поліссям. У композиції використане звучання колісної ліри, сопілки і короткий звук карпатської трембіти.
Було здійснено два записи на виїзді, перший — в лісі, де записували справжню зозулю, другий, для вступу, — в старовинній церкві, де записали церковний передзвін.
На пісню було знято кліп. Режисер — Олег Степченко.

## Відбір на Євробачення 2011
З піснею «The Кукушка» Злата Огневич 2010 року повторно брала участь у національному відборі на конкурс «Євробачення-2011». Вона стала фіналісткою та посіла друге місце, поступившись Міці Ньютон.